# Британский блюз
Британский блюз — региональный жанр блюза, возникший в 1950-х годах в Великобритании. Жанр произошел от американского блюза, однако в Британии появился самобытный стиль, в котором доминирует электрогитара. Британский блюз также испытал некоторое влияние скиффла.

## Известные исполнители
- Алексис Корнер — исполнитель британского ритм-н-блюза и электрик-блюза[1].
- Джон Мейолл
- Cream — британская рок-группа, исполнявшая блюз-рок. В 1993 году вошла в Зал славы рок-н-ролла[2].
- The Rolling Stones[3]
- Led Zeppelin[3]
- Эрик Клэптон
- The Animals
- Джефф Бек